# ヌジ文書
ヌジ文書（Nuzi texts）は、ティグリス川の近くにある、現代のイラクのキルクーク県にあるキルクーク南西約15キロメートルにある古代メソポタミアの都市、ヌジの遺跡発掘中に見つかった古代の文書群である。遺跡の構成は、中規模の複数年代にわたる遺丘が1つ、小さな単一時代の塚が2つ。文書の内訳は主に法律文書と商業文書である。これは、旧約聖書、特に族長時代に関する部分の、記述内容の真偽や年代を確認する観点でも注目されている。

## 遺跡と粘土板
この遺跡からの粘土板は1896年から現れ始めたが、本格的な考古学的調査は、ガートルード・ベルがバグダッドの市場に粘土板が並んでいることに気付いた1925年に始まった。発掘は主に、イラク国立博物館とアメリカ・オリエント学研究所のバグダッド支部、そして後にハーバード大学とフォッグ美術館の後援の下で、エドワード・キエラ、ロバート・ファイファー、リチャード・スタールによって行われた   。発掘は1931年まで続いた。この遺跡は15層位がある。回収された何百もの粘土板やその他の発見物は、一連の刊行物として出版されている。より多くの発見物が今日まで出版され続けている 。
現在までに約5000の粘土板が知られており、そのほとんどがシカゴ大学オリエント研究所、ハーバード大学セム博物館、バグダッドのイラク国立博物館で保管されている。多くは日常的な法律および商取引文書であり、約4分の1は一家族単位での商取引に関連した物である。大部分は紀元前2千年紀のフルリ時代のものである。それより古い、町が誕生したアッカド帝国時代にまでさかのぼる物もある。ヌジのフルリ人の古文書と同時代の古文書は、ヌジの南西35キロメートルにある遺跡テル・ファーヘルの「緑の宮殿」からも発掘されている。これらの粘土板からは、奴隷を相続人にしたり、妻が不妊の場合に代理母を使用したりするなど、聖書とフルリ文化の類似点を示す記述が見付かっている。これについて、The Oxford History of the Biblical Worldでウェイン・T・ピタードは次のように記述している。「青銅器時代後期の出土品の記述は、創世記の結婚、継承、家族の宗教的慣習とある程度は類似している。しかし、これらの物語が、紀元前二千年紀の古代の伝統をそのまま伝えている保証はない。それらの慣習の大部分は、創世記の物語が文字化された紀元前一千年紀まで存続していたからである」